# Anna-Beeke Gretemeier
Anna-Beeke Gretemeier (* 1986 in Hamburg) ist eine deutsche Journalistin und war zuletzt bis Juli 2023 Chefredakteurin des Wochenmagazins Stern sowie dessen Nachrichten-Website stern.de.

## Werdegang
Gretemeier begann ihre journalistische Laufbahn 2006 in der Hamburger Lokalredaktion von Bild. Von Juli 2007 bis Juni 2009 absolvierte sie ein Volontariat an der Berliner Axel-Springer-Akademie, während dessen sie für Bild und Die Welt Kompakt schrieb. Bei bild.de baute sie zunächst als Chefin vom Dienst, später als stellvertretende Leiterin eine Web-TV-Abteilung mit auf. 2011 ging sie als Öffentlichkeitsreferentin zum Naturschutzbund Deutschland und gründete zusammen mit einer befreundeten Journalistin ein Start-up-Unternehmen für Adventskalender in Berlin-Kreuzberg, auf dessen Website sie im Herbst 2014 eine „Pause“ aus persönlichen Gründen erklärte. Im November 2014 begann sie als Reporterin für Flüchtlings- und Umweltthemen und Redakteurin im Berliner Büro des Stern. Ab Dezember 2015 fungierte sie in der Hamburger Stammredaktion des Stern als Managing Editor für Social & Video. Im März 2017 wurde sie zunächst stellvertretende Chefredakteurin und im Oktober 2017 Chefredakteurin von stern.de. Im Januar 2019 wurde sie zusammen mit Florian Gless auch zur Chefredakteurin des Printangebots des Stern ernannt. Im Juli 2023 verließ sie den stern mit sofortiger Wirkung.
Gretemeier gehört den Jurys des Axel-Springer-Preises, des European Newspaper Awards und des Corporate Culture Awards der Serviceplan Group sowie dem Beirat der Hamburg Media School für den Studiengang „Digital Journalism Fellowship“ an.

## Auszeichnungen
- „Die 25 Medienmacher von morgen“ 2017 des Medienfachdienstes Kress.[15]
- „Newcomer des Jahres“ 2017 des Medienfachdienstes Kress.[16]

## Bücher
- Die Naturküche der Havel: eine Flusslandschaft, ihre Menschen & Rezepte. Haupt Verlag Bern 2015, ISBN 978-3-258-07917-2.